# Baul
Baul eller baūl är i Bengalen en vandrande sångare eller sångdiktare. Bauler framför folkliga sånger med religiöst innehåll, och ackompanjerar själva sin sång. Musikgenren har utvecklats efter påverkan från både sufismen, tantrismen och vishnuismen; den är dock inte knuten till någon speciell ortodox inriktning.
Bauler saknar i regel intresse för den yttre formen hos religionen. Man dyrkar inte Gud i form av bilder eller böcker, utan Gud menas bo i hjärtat hos människan. Enligt baulernas budskap når man inte Gud genom att besöka tempel eller andra heliga platser; detta kan istället ske genom personlig kärlek och via hängivenhet i form av bland annat sång, meditation och andningsövningar.